# Rue Cartault (Puteaux)
La rue Cartault est une voie de communication située à Puteaux dans les Hauts-de-Seine.

## Situation et accès
Cette rue orientée du sud-ouest au nord-est, commence rue des Bas-Rogers et finit rue de la République. Elle rencontre notamment la rue Pasteur et la rue Bernard-Palissy.
Elle est desservie par la gare de Puteaux

## Origine du nom
Elle porte le nom du philologue Auguste Cartault. Bienfaiteur de la commune, il demanda à sa femme « … de rédiger un testament en faveur d'œuvres caritatives, afin de doter d'une somme de 10 000 F une pauvre ouvrière désirant se marier », et fut ainsi à l'origine des « vertueuses rosières de Puteaux ». Le prix est décerné entre 1874 et 1934. La dernière titulaire, l'ouvrière horlogère Mauricette Julia Dzenziolsky, mourut à Auschwitz,.

## Historique

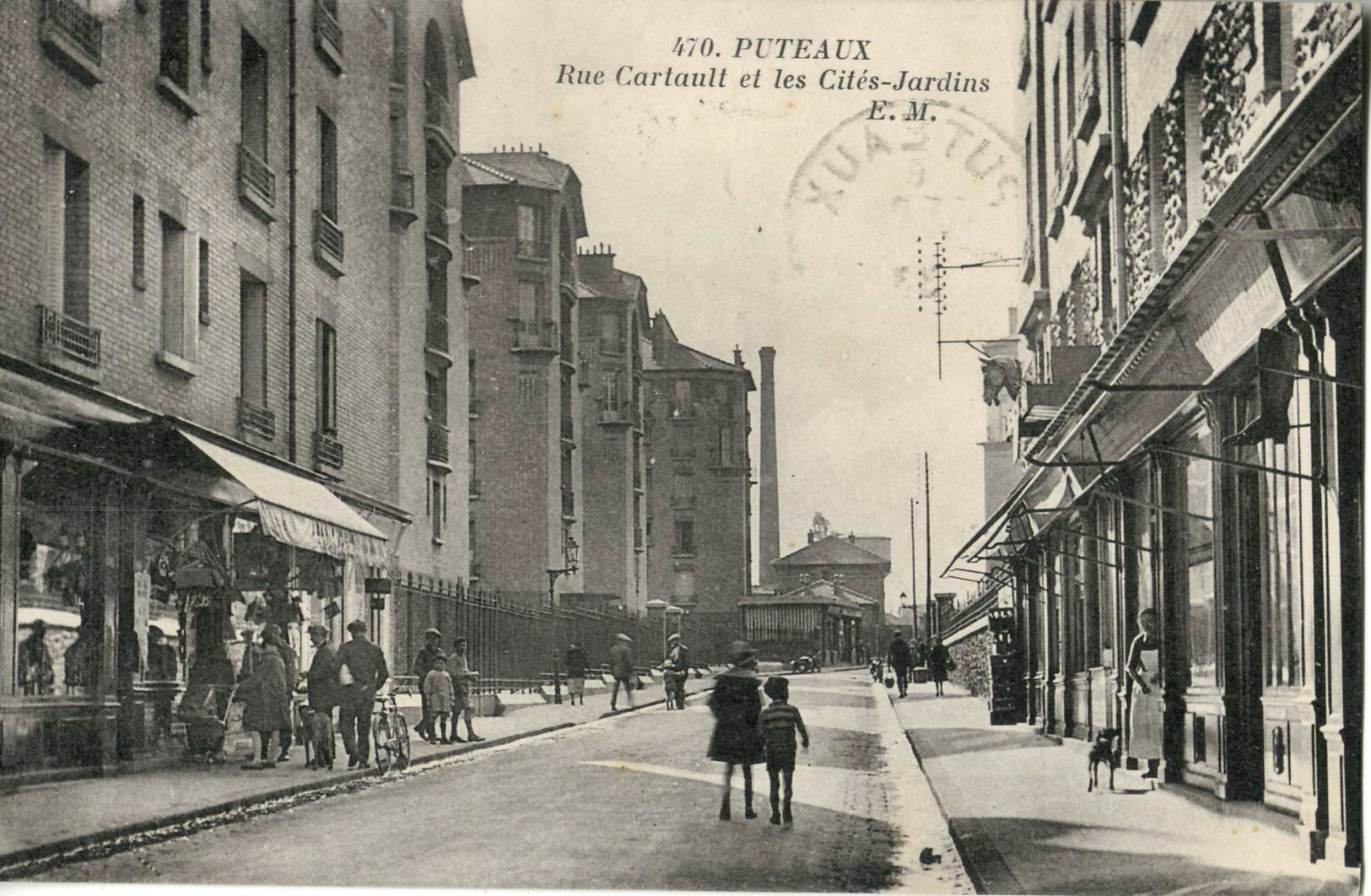
Rue Cartault et les HBM.

Cette voie, qui fut créée en 1850, s'arrêtait tout d'abord rue Pasteur. Elle fut par la suite prolongée jusqu'à la rue des Bas-Rogers, grâce à l'alignement de la sente des Bachottes, dont une autre partie devint la rue Pierre-Curie.
En 1921, le conseil municipal acquit des terrains rue Cartault et rue Bernard-Palissy afin d'y édifier des logements sociaux, appelés habitations à bon marché (HBM). Réalisés par l'ingénieur architecte Auguste Labussière, ces logements existent toujours.

## Bâtiments remarquables et lieux de mémoire
- No 2 : anciens lavoir-bains.
- Nos 4-29 : ensemble d'HBM datant des années 1920[5],[6]. Ils surplombent le cimetière ancien de Puteaux.
- No 10 : Académie de danse.
- No 14 : Palais des arts
- Butte de Chantecoq et parc du Moulin. La rue donne accès à d'autres espaces verts : les jardins d'Offenbach et le jardin du Belvédère.
- Monument des Martyrs de la Résistance, en face de la gare de Puteaux.

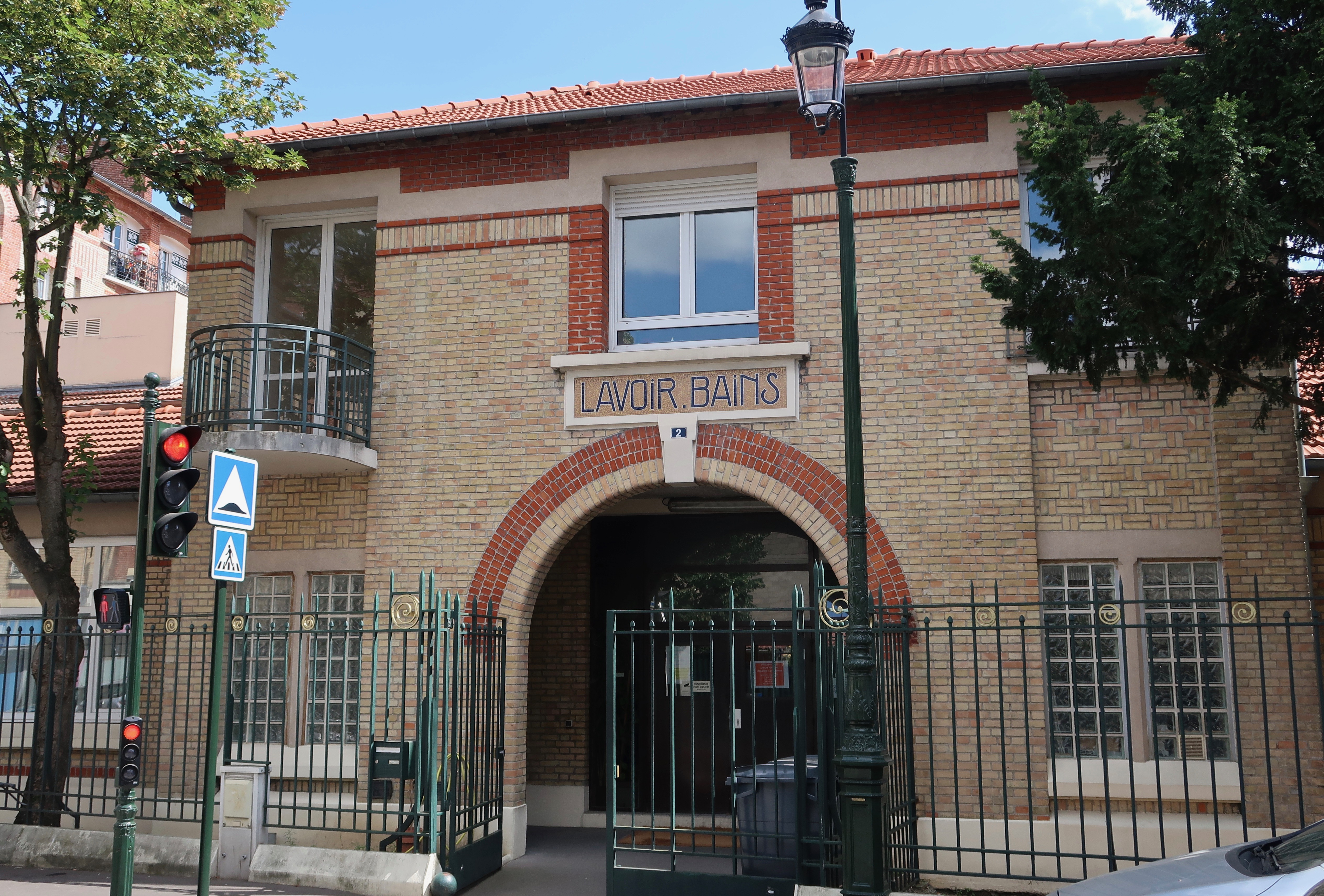
Lavoir-bains.
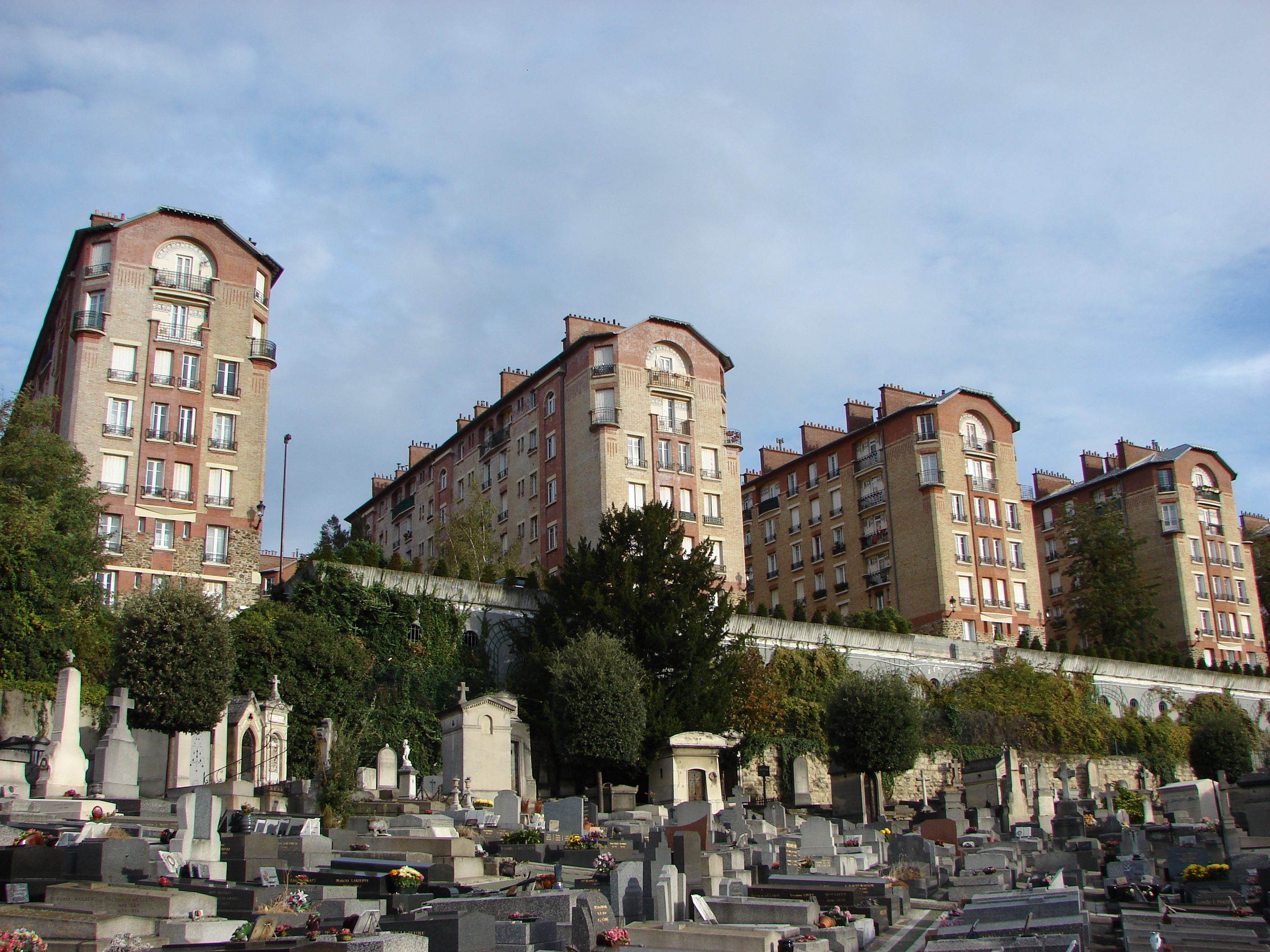
Les HBM vus du cimetière.
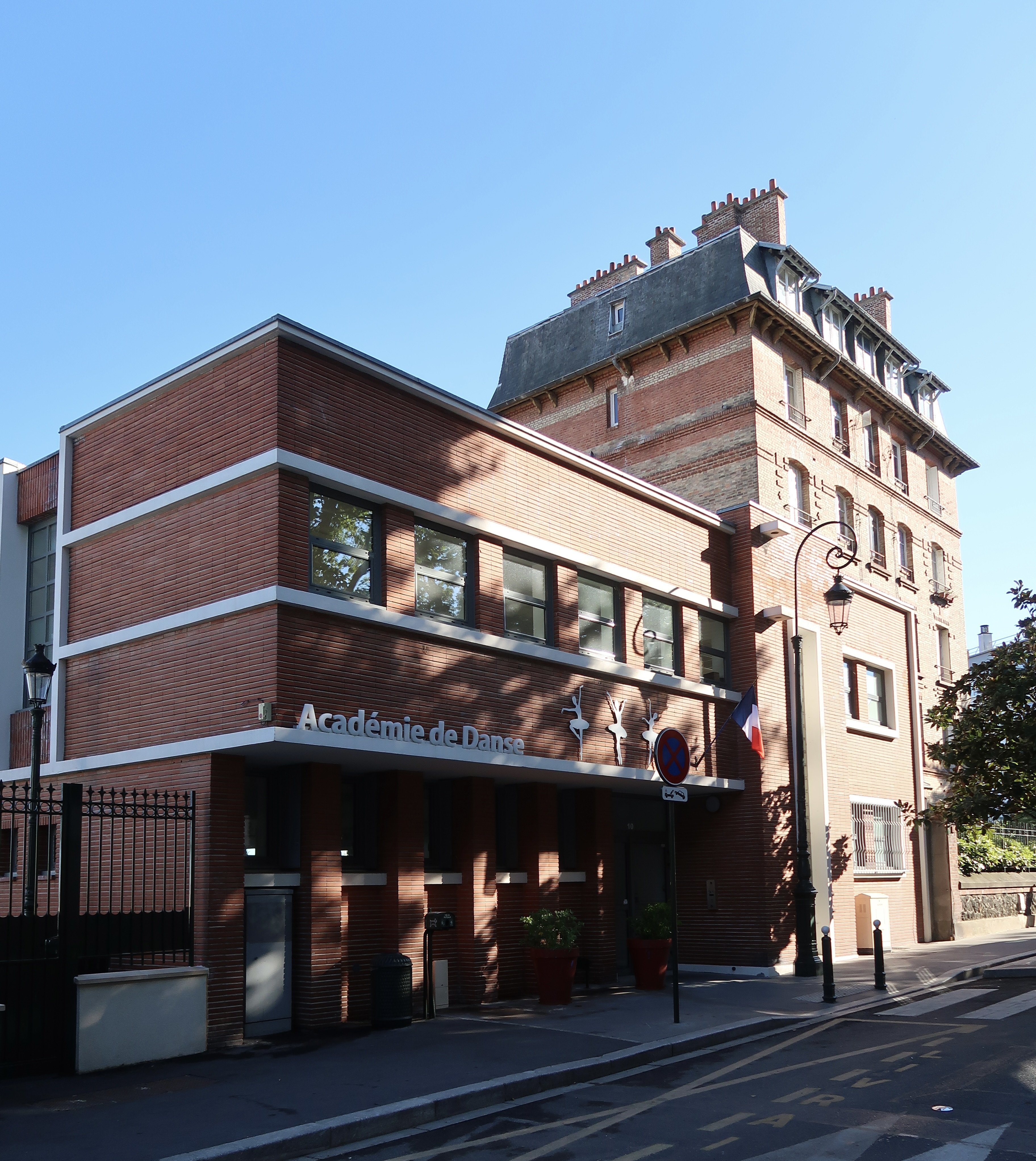
Académie de danse.
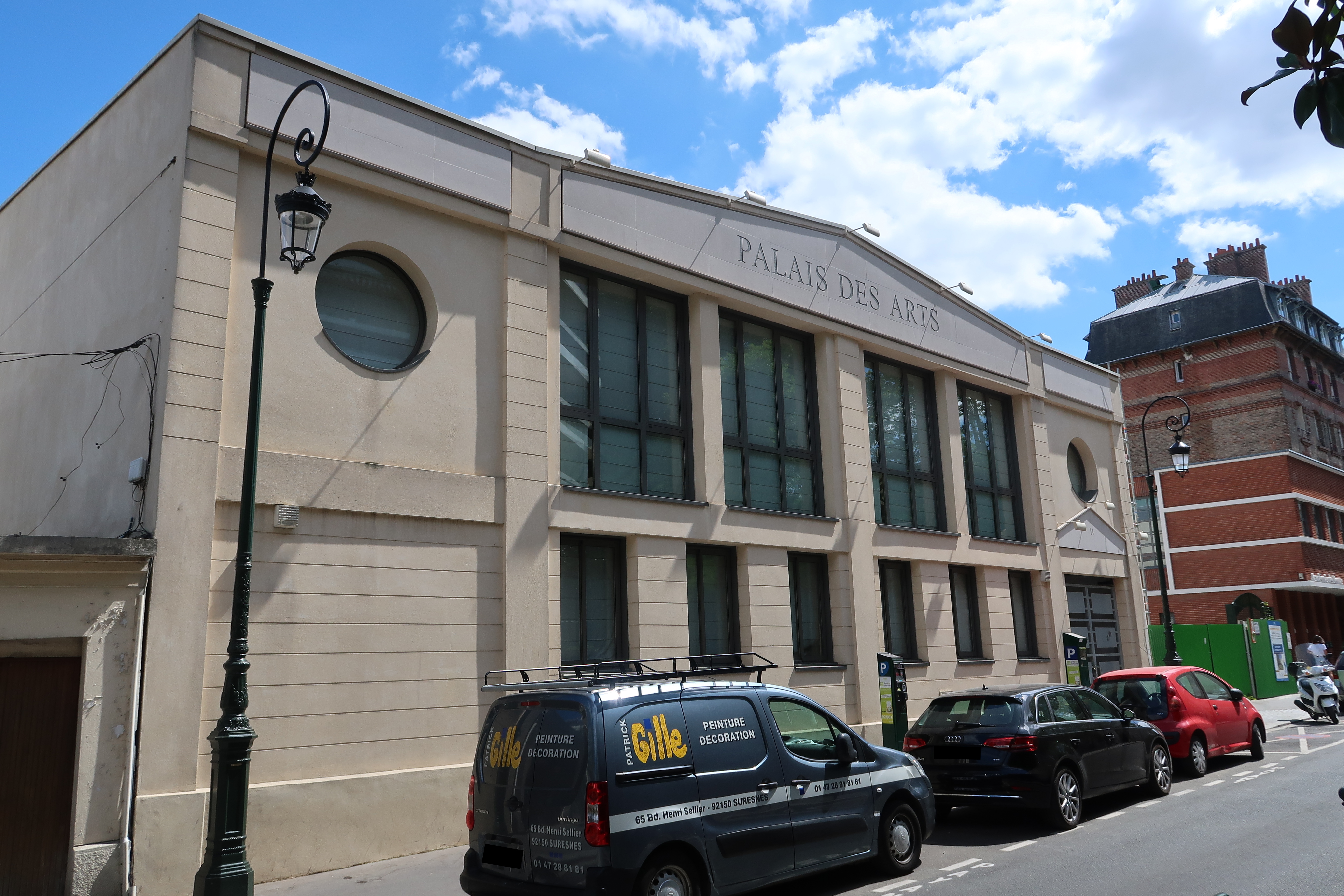
Palais des arts.
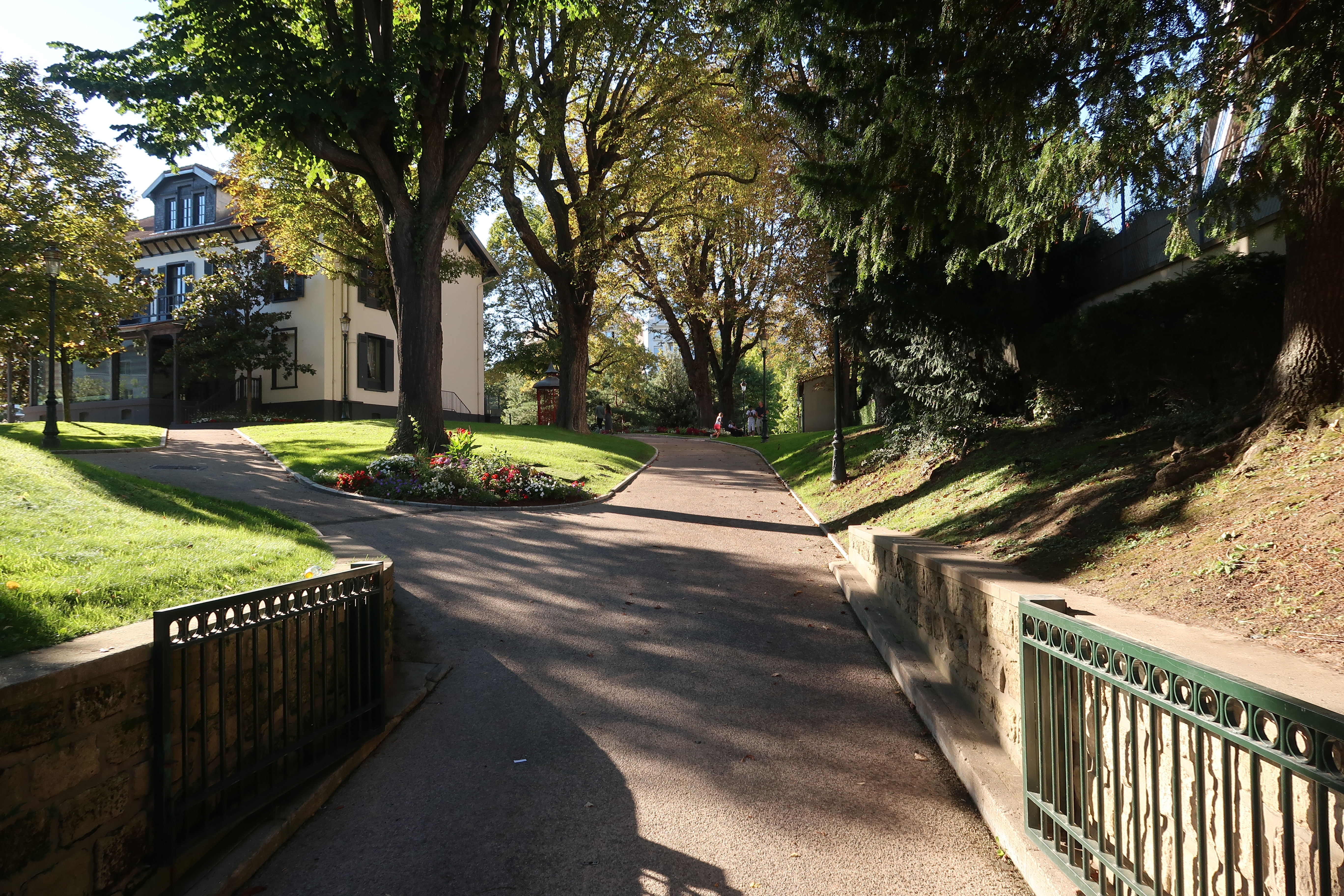
Jardins d'Offenbach.
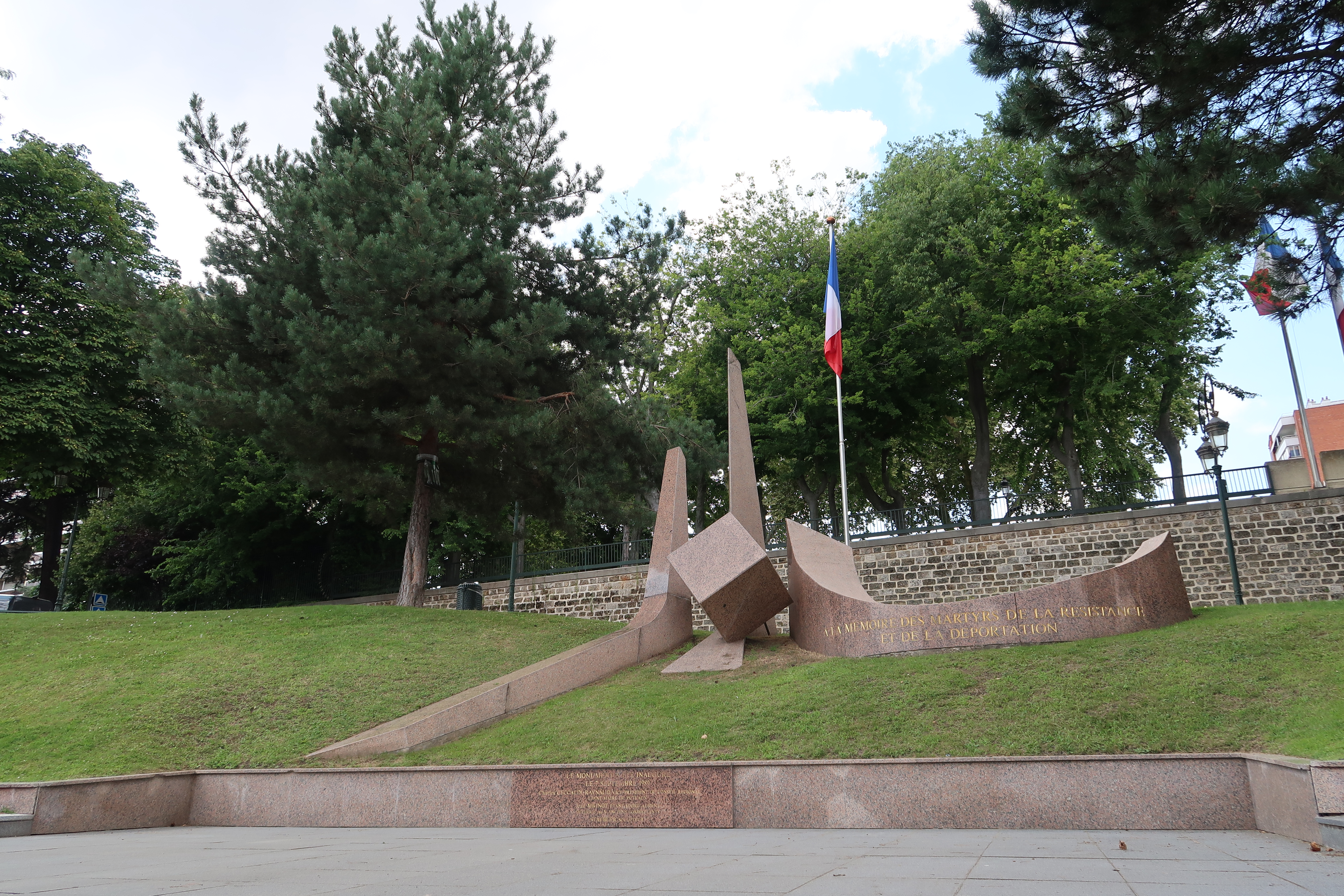
Square et monument des Martyrs de la Résistance.

- Au no 4 et au no 30, deux plaques commémoratives rendent hommage à Maurice Volant et Camille Georget, fusillés par les Allemands en 1944, durant la Seconde Guerre mondiale.

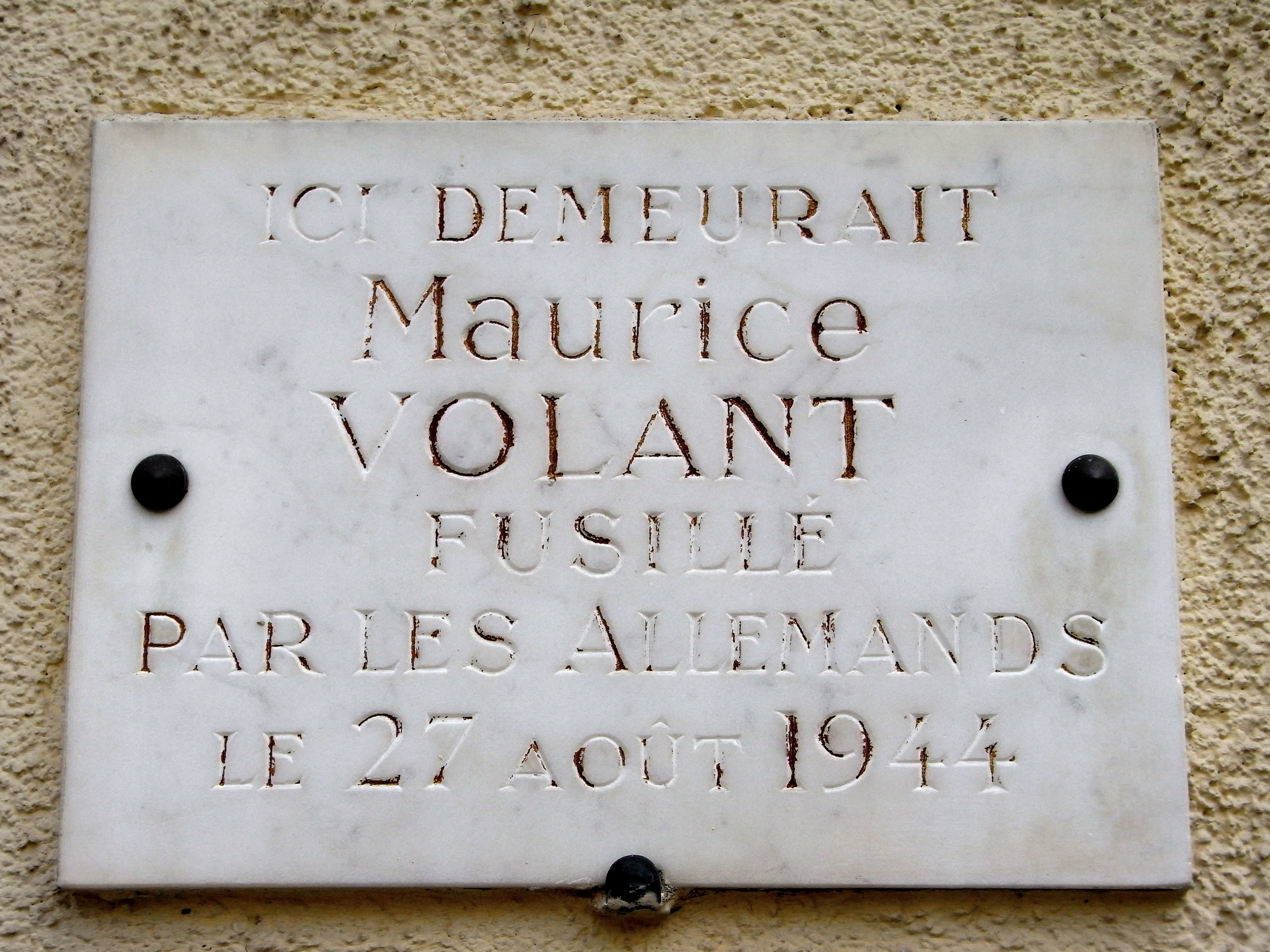
Plaque au no 4.
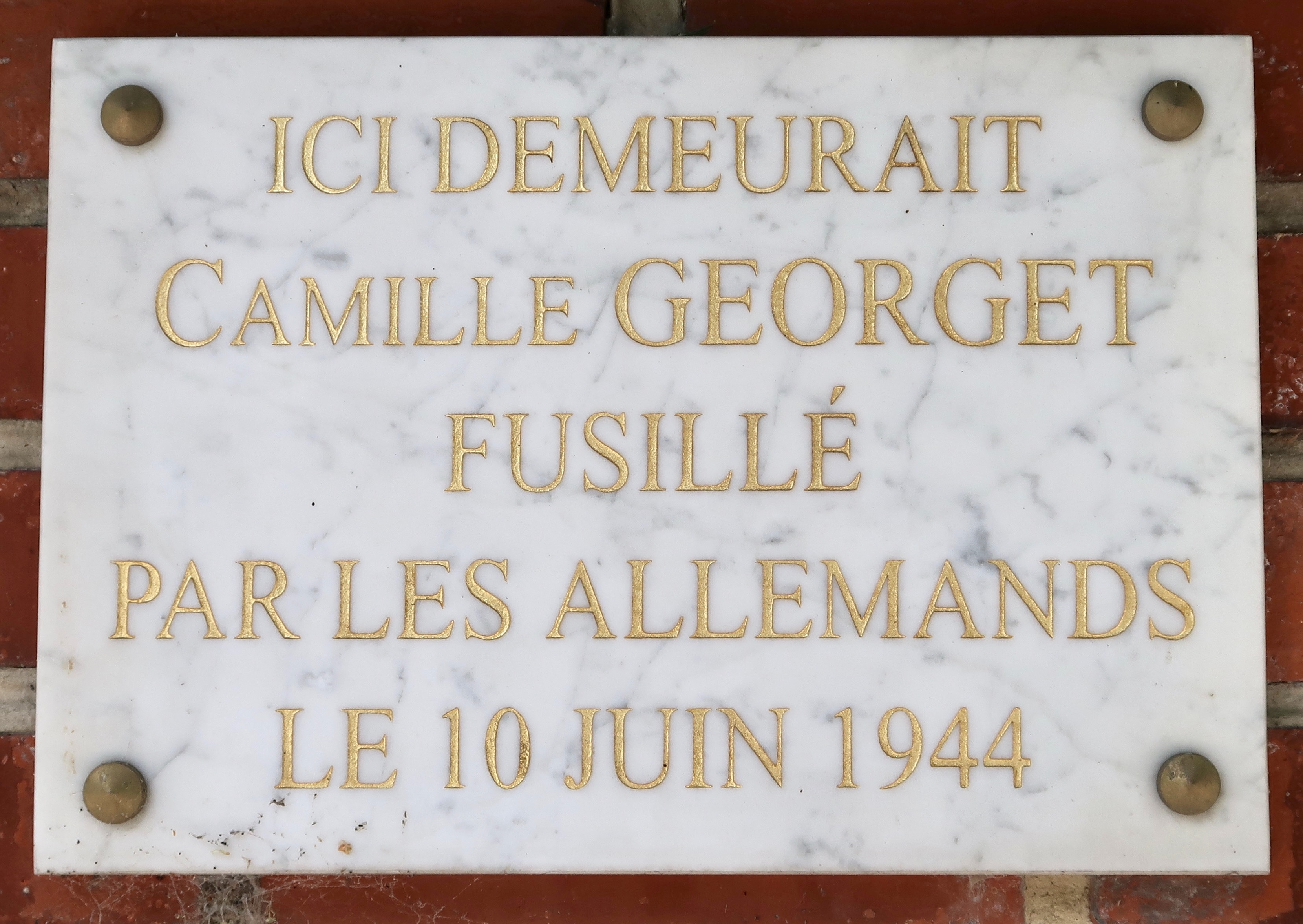
Plaque au no 30.